# Carlo Dittli

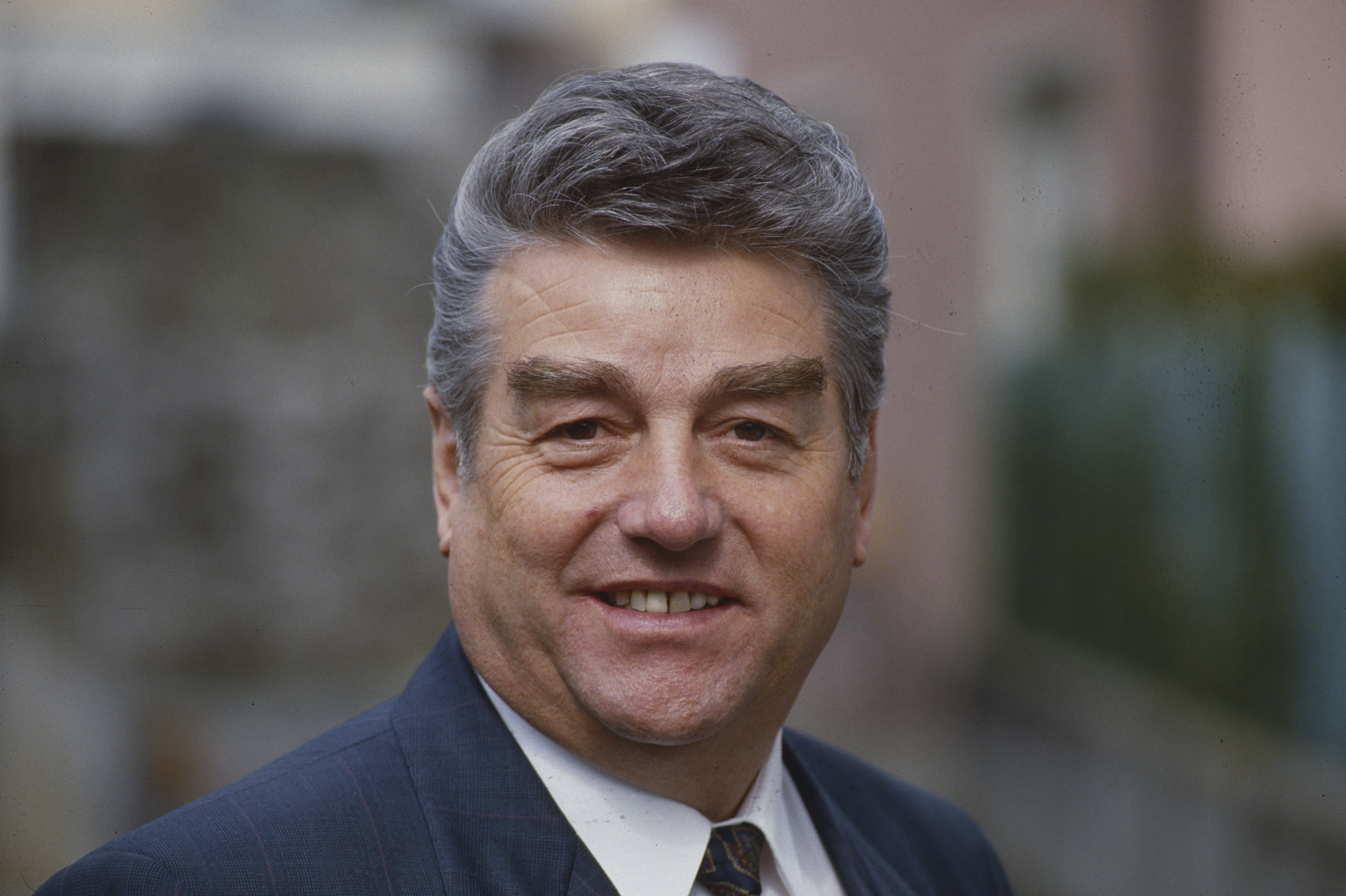
Carlo Dittli (1992)

Carlo Dittli (* 23. Februar 1938; † 10. Dezember 2014 in Altdorf; heimatberechtigt in Göschenen) war ein Schweizer Politiker (FDP). Er gehörte von 1980 bis 1996 dem Regierungsrat des Kantons Uri an, dem er von 1988 bis 1990 als Landammann vorstand.

## Biografie
Dittli war als Postbeamter in seinem Wohnort Göschenen tätig, wo er auch zum Gemeindepräsidenten gewählt wurde. 1976 wurde er zum Mitglied des Urner Landrates gewählt und gehörte diesem bis 1980 an. Während dieser Zeit fungierte er auch als Vizepräsident des Erziehungsrates des Kantons.
Nach dem Tod von Raymund Gamma wurde Dittli am 28. September 1980 zum Mitglied des Regierungsrates gewählt. Er gehörte der Kantonsregierung von Uri 16 Jahre lang bis 1996 an. Während dieser Zeit war er durchgängig Vorsteher der Finanzdirektion. In dieser Funktion war er massgeblich mit der Beseitigung der grossen Unwetterschäden 1987 befasst.
Am 1. Juni 1988 wurde er Nachfolger von Hans Zurfluh als Landammann und damit Vorsitzender des Regierungsrates. Diese Funktion bekleidete er zwei Jahre lang bis zum 31. Mai 1990 und wurde dann von Ambros Gisler abgelöst.
Nach dem Ausscheiden aus dem Regierungsrat war Dittli unter anderem Verwaltungsratspräsident bei der Furka-Oberalp-Bahn und der Andermatt Gotthard Sportbahnen AG sowie als Vizepräsident des Bankrats der Urner Kantonalbank tätig.